# Rita Steffes-enn
Rita Steffes-enn ist eine deutsche Kriminologin. Seit 2012 ist sie Leiterin des Zentrums für Kriminologie und Polizeiforschung (ZKPF) in Kaisersesch. Die ehemalige Polizeibeamtin studierte Kriminologie (M.A.) und Sozialarbeit (Dipl./FH). Ihre Spezialgebiete sind Gewaltdelikte, sexuell assoziierte Taten und Stalking. Steffes-enn äußert sich öffentlich zu diesen Themen.

## Werdegang
Von 1987 bis 1991 war sie Polizeibeamtin des Landes Rheinland-Pfalz. Sie studierte Kriminologie und Sozialarbeit. Das Thema ihrer Masterarbeit in Kriminologie lautete: Gewalt gegen Polizei aus Sicht der Täter. Ihre Diplomarbeit in Sozialarbeit hat den Titel: Soziale Arbeit im Jugendstrafvollzug. Eine Gegenüberstellung der Jugendstrafanstalten Wittlich und Schifferstadt sowie der Jugendanstalt Hameln am Beispiel der Behandlung jugendlicher Sexualstraftäter.

## Berufliche Schwerpunkte
Kriminologische Schwerpunkte ihrer Tätigkeit sind Gewaltdelikte, sexuell assoziierte Taten sowie Stalking. Ihr Forschungsfeld hat den Schwerpunkt „Polizei & Gewalt“. Sie entwickelte das Anti-Sexuelle-Aggressivität-Training (ASAT®), ein delikt- und störungsorientiertes Behandlungsmanual für Sexualtäter.

## Debatte wegen der Übergriffe während der Silvesternacht in Köln
In der Debatte zu den sexuellen Übergriffen in der Silvesternacht 2015/16 warnte sie „vor gezielten falschen Anschuldigungen gegen Migranten. »Bevor keine Ermittlungsergebnisse vorliegen, ist alles spekulativ, und die Aufklärungswahrscheinlichkeit ist gering.«“ Das biete Raum für bewusste Falschbezichtigungen: 'Interessierte Gruppen könnten das tun, um Stimmung gegen Zuwanderung zu machen', so Steffes-enn.
„Nach Köln besteht die Chance, dass nicht mehr weggesehen wird, wenn Männer egal welcher Herkunft Frauen umzingeln. Die Bürger müssen als friedfertige Masse dagegen halten.“

## Werke (Auswahl)
- Rita Steffes-enn, J. Hoffmann: Schwere Gewalt gegen Kinder. Frankfurt/Main, Polizeiwissenschaft 2010
- Rita Steffes-enn: Täter und Taten als Informationsquellen. Anamnese und Fallarbeit. Frankfurt/Main, Polizeiwissenschaft 2010
- Rita Steffes-enn: Polizisten im Visier. Eine kriminologische Untersuchung zur Gewalt gegen Polizeibeamte aus Tätersicht. Frankfurt/Main, Polizeiwissenschaft 2012
- Rita Steffes-enn: Täter und Taten als Informationsquellen. Anamnese und Fallarbeit. Frankfurt/Main, Polizeiwissenschaft 2014. 2. überarbeitete und erweiterte Auflage